# Gimnòtids
Els gimnòtids (Gymnotidae) constitueixen una família de peixos pertanyent a l'ordre dels gimnotiformes.

## Etimologia
Del grec gymnotes, -etos (nuesa).

## Descripció
- Cos llarg i en forma d'anguila.
- Absència de l'aleta dorsal i de les aletes pectorals.
- Aleta anal molt llarga.
- Tenen al voltant de 100 vèrtebres.
- Tenen òrgans adaptats per produir biolectricitat.[4]

## Hàbitat
Habiten masses d'aigua dolça i tranquil·les (des de rius fondos fins a pantans).

## Distribució geogràfica
Es troba a Centreamèrica i Sud-amèrica.

## Gèneres
- Electrophorus (Gill, 1864)[5]
  - Anguila elèctrica (Electrophorus electricus) (Linnaeus, 1766)[6]
- Gymnotus (Linnaeus, 1758)[7][8][9][10][11][12]

## Costums
Són nocturns. Algunes espècies s'enterren en el substrat quan les aigües on viuen flueixen amb força.